# ایگوبایوو
ایگوبایوو (انگلیسی: Igubayevo) یک شهرک در شهرستان کوگارچینسکی جمهوری باشقیرستان در کشور روسیه است.